# 李昌鎬

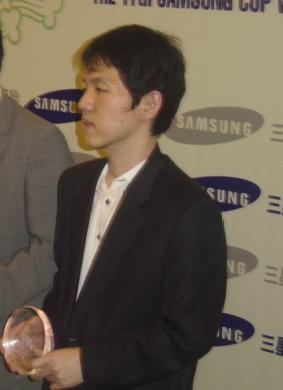
李昌鎬

李昌鎬（イ・チャンホ、이창호、1975年7月29日 - ）は、韓国の囲碁棋士。全羅北道全州市出身、韓国棋院所属、曺薫鉉門下、九段。
わずか16歳で世界戦優勝。その後世界歴代1位の世界棋戦優勝21回、国内棋戦優勝140回を数え、1990年代から2000年代の世界最強棋士と称される。プロ囲碁全体の歴史でも呉清源などと共に歴代最高の棋士とよく言及される。

## 棋風
序盤から中盤にかけて手厚く打ち、ヨセ勝負に持ち込む堅実なスタイル。ヨセに関しては「神算」と呼ばれるほど正確無比。また、無表情かつ寡黙な性格でも知られ、「石仏」というニックネームもある。

## 経歴
1975年全羅北道の全州で三兄弟の次男に生まれる。本貫は慶州李氏。両親は子供がやりたいことを自由にさせる人で、幼稚園の頃は弟とゲームセンターでよく遊んでいた。5歳頃のある日、祖父が友達と打っているのを見たのが碁と出会いで、アルカギや五目並べで遊んだ後、囲碁を学び夢中になっていった。それを見た祖父は地元の碁会所に昌鎬を連れて回って行った。祖父の教育法は独特で特定の講座やプロ棋士から学ぶのでなく、碁を打てる人であれば棋力の高低に関係なく誰とでも打たせる方針だった。囲碁を打つ子どもがめったにいない時代だったのですぐに昌鎬は全州の名物になる。その後碁会所の院長や全国のアマ高段者に指導を受け、中でも全国大会優勝の前歴を持つ李廷玉には千回を超える指導を受けた。
1983年の夏からプロの田永善（当時七段）に師事。囲碁を学んで2年目にヘテ杯全国子供囲碁大会ベスト16に残り最年少で奨励賞を受賞。翌年にはオッケンドム囲碁王戦で優勝。両親は昌鎬をプロの道に進ませることを決断し、田永善の紹介で当時棋戦年間全冠制覇を2回も果たしたトップ棋士・曺薫鉉と出会う。3子の指導対局をしたのち、1984年夏に内弟子入りする。当時はまだ韓国に内弟子慣習が無く、しかも引退間近ではなく全盛期のトップ棋士が内弟子をとるのは異例のことだった。また、韓国棋院の研究生となり5級に登録される。
1986年第54回入段試験で入段。11歳と2日の入段は曺薫鉉に次ぐ年少記録。入段後は梁宰豪・劉昌赫・尹盛鉉らと沖岩研究会を開いていた。2年目の3次予選で師の田永善と対局し勝利。そのまま最年少記録で本戦入り。1987年は勝ち星ランキング2位（44勝11敗）・勝率1位（80％）で締めくくる。
1988年 国棋戦準々決勝で名人位7期など多数のタイトルを獲得した徐奉洙に勝利し話題を集める。12月24日最高位挑戦手合で、曺薫鉉との最初の師弟対決が実現するが1勝3敗で敗退する。続く覇王戦挑戦手合も曺薫鉉との対決となるが0勝3敗に終わる。敗れはしたものの11歳の新人棋士と35歳トップ棋士の師弟挑戦手合は韓国の話題を大いに集めた。この年は75勝10敗で勝率第1位（88.24%・歴代1位）・最多勝・最多対局数（85局）・連勝記録（25連勝）の4部門を総なめにし6つの棋戦で本戦まで勝ち残りMVPに選ばれた。
1989年4月第2回富士通杯で公式世界大会初出場。1989年8月8日、KBS杯バドゥク王戦で金秀壮を2-0で破って初タイトルを獲得し、14歳の最年少タイトル獲得記録となる。
1990年2月2日第29期最高位戦、曺薫鉉とのタイトル戦4回目の師弟対決を3-2で勝利。奇しくも曺薫鉉が初めて獲得したタイトルを弟子に移譲する事になりマスコミから「報恩対戦」と名づけられた。2月27日から9月2日まで41連勝を記録。10月10日、最古の伝統ある国手を10年間守り続けた曺薫鉉から勝ち取る。この頃に、曺、徐奉洙、劉昌赫とともに四強（四人幇）と呼ばれるようになる。
1991年、高校入学に合わせて曺薫鉉の元から独立。テレビ囲碁アジア選手権戦で準優勝。1991年沖岩高校に入学し、それとともに師宅を離れて一人暮らしを始める。この年「囲碁クラブ」誌の企画で依田紀基と五番勝負を行い、1-3で敗れ、以後しばらく依田を苦手とした。
1992年1月27日、第3期東洋証券杯世界選手権戦で林海峰を退け、最年少世界タイトル獲得（15歳6ヵ月）の記録を打ち立てる。この模様は韓国放送公社(KBSテレビ)で全国放送されるほどの関心を集め、韓国にこども囲碁教室の新設ブームを起こした。この年の成績は87勝25敗・勝率77.7%。
1993年東洋証券杯で趙治勲に3-0で勝利し連覇。1994年2月第2回真露杯で韓国の優勝に貢献。ここから韓国勢が世界戦を制覇していく時代の始まりとなる。
1994年は77勝20敗・勝率79.4%で13個のタイトルを獲得。通算タイトル数を39とする。
翌年満19歳になる昌鎬の兵役義務についてどうするかが議論となり、韓国棋院理事長の張在植議員を含め、一個人事としては異例の国会議員105名の連名で「李昌鎬後援会」が結成。それにより1994年12月6日兵役施行令49条の規定が変更され兵役特待が追加された。1995年3月27日、4週間の軍事訓練を受けた後。3年間公益勤務要員として勤務した。1998年3月26日招集解除。
1996年8月3日、第9回世界囲碁選手権富士通杯で初の海外で開催された世界大会で優勝。。この年、真露杯・東洋証券杯・富士通杯・TV囲碁アジア選手権で優勝。日中韓三国特別招請世界囲碁最強戦ダブルリーグで4戦全勝。
2000年4月28日、第4回応昌期杯世界プロ囲碁選手権戦で常昊に勝利し優勝。三星火災杯優勝・国内三冠王。
2001年、国際大会優勝2回・国内六冠王・通算100回優勝達成。
2003年、トヨタ&デンソー杯囲碁世界王座戦と第4回春蘭杯世界囲碁選手権戦に優勝し世界戦グランドスラム達成。
2011年初め、国手戦に敗退し22年ぶりに無冠となる。
2014年、囲碁を嗜む中国の習近平が韓国を訪問した際に青瓦台の晩餐会に招かれた。
2017年、月刊『囲碁』での「歴代最高の棋士は？」というアンケートで1位に選ばれた。
2025年3月26日、ユ・アインが李の役を演じたNetflix制作の映画『승부（邦題『スンブ:二人の棋士』）』が公開された。

## 記録
- 史上最年少国際棋戦優勝　16歳5ヶ月
- 世界タイトルグランドスラム
- 通算最多世界タイトル　21回
- 史上最長連勝記録 41連勝（1991年）
- 通算100回タイトル突破（2001年5月21日、VSイ・セドル三段）
- 通算最多タイトル 140回
- 年間賞金（10億ウォン突破）（2001年）
- 通算最多勝 1691勝
- 通算（2280局、1681勝599敗、勝率73.72％）

## 略歴
- 1975年 ( 0歳)　韓国全羅北道全州で出生。
- 1981年 ( 6歳)　祖父により囲碁入門。
- 1983年 ( 8歳)　ヘテ杯子供囲碁大会16強（最年少奨励賞）。
- 1984年 ( 9歳)　オッケンドンム囲碁王戦優勝。曺薫鉉の内弟子になる。
- 1986年 (11歳)　韓国棋院入段。（史上2位の年少記録）
- 1989年 (14歳)　KBS囲碁王戦優勝（最年少タイトル記録）
- 1990年 (15歳)　最高位・新王・国手獲得。41連勝（史上記録）
- 1991年 (16歳)　大王・最高位・王位・MBC帝王・バッカス杯・名人獲得。
- 1992年 (17歳)　東洋証券杯（最年少世界タイトル獲得）・大王・最高位・BCカード杯・MBC帝王・名人・バッカス・KBS囲碁王獲得。
- 1993年 (18歳)　東洋証券杯・棋聖・大王・SBS連勝囲碁・BCカード杯・MBC帝王・バッカス杯・名人・国手・国棋・倍達王獲得。十三冠王達成。和年度勝局數（90勝),年度対局数（111局）。
- 1994年 (19歳)　棋聖・覇王・SBS連勝囲碁・最高位・棋王・BCカード杯・名人・国手・国棋獲得。
- 1995年 (20歳)　テレビ囲碁アジア選手権戦・KBS囲碁王・倍達王・大王・棋聖・覇王・SBS連勝囲碁・最高位・BCカード杯・棋王・名人・国手・国棋獲得。プロ棋士1号の公益勤務（兵役特待）。
- 1996年 (21歳)　東洋証券杯・世界囲碁選手権富士通杯・テレビ囲碁アジア選手権戦・棋聖・倍達王・大王・最高位・王位・名人・天元・国棋・国手獲得。世界囲碁最強戦優勝。推挙により九段昇段。銀冠文化勲章受章。

- 1997年 (22歳)　LG杯世界棋王戦・三星火災杯世界オープン戦・大王・棋聖・最高位・BCカード杯・王位・テクロン杯・天元・国手獲得。
- 1998年 (23歳)　東洋証券杯・富士通杯・倍達王・大王・棋聖・最高位・王位・名人・テクロン杯・天元獲得。公益勤務招集解除。
- 1999年 (24歳)　LG杯、三星火災杯・棋聖・KBS囲碁王・最高位・王位・名人・天元獲得。
- 2000年 (25歳)　三星火災杯・棋聖・王位・名人獲得。
- 2001年 (26歳)　応昌期杯、LG杯・LG精油杯・棋聖・覇王・王位・KBS囲碁王・名人獲得。
- 2002年 (27歳)　テレビ囲碁アジア選手権戦・棋聖・国手・覇王・王位・名人・KBS囲碁王獲得。
- 2003年 (28歳)　トヨタ&デンソー杯囲碁世界王座戦・春蘭杯世界囲碁選手権戦優勝。世界戦グランドスラム達成。LG精油杯・国手・棋聖・王位・名人獲得。
- 2004年 (29歳)  LG杯・王位・LG精油杯・KBS囲碁王・泰達杯獲得。
- 2005年 (30歳)  春蘭杯・電子ランド杯・王位・KBS囲碁王獲得。
- 2006年 (31歳)　円益杯十段・国手・電子ランド杯・王位獲得。
- 2007年 (32歳) 王位戦で11連覇達成。KBS囲碁王・中環杯獲得。
- 2008年 (33歳)　十段・電子ランド杯獲得。
- 2009年 (34歳)　KBS囲碁王・ハイワンリゾート杯名人獲得。
- 2010年 (35歳)　KBS囲碁王・国手獲得。

農心辛ラーメン杯世界囲碁最強戦では2000年第1回から韓国チーム主将を務め、第6回まで無敗の14連勝で韓国6連覇をもたらす。2010年、元囲碁記者の李度侖と結婚。
棋士ランキングでは、2005年8-10月、06年2-10年2月まで李世乭らと交互に1位。中国囲碁リーグには2010年から乙級リーグに出場。通算成績は1681勝599敗

## タイトル歴

### 国際棋戦
| 棋戦     | 1989 | 1990   | 1991 | 1992 | 1993 | 1994 | 1995 | 1996 | 1997 | 1998   | 1999   | 2000   | 2001 | 2002   | 2003 | 2004 | 2005   | 2006   | 2007   | 2008   |
| -------- | ---- | ------ | ---- | ---- | ---- | ---- | ---- | ---- | ---- | ------ | ------ | ------ | ---- | ------ | ---- | ---- | ------ | ------ | ------ | ------ |
| 応昌期杯 | -    | -      | -    | 16強 | -    | -    | -    | 8強  | -    | -      | -      | 優勝   | -    | -      | -    | 8強  | -      | -      | -      | 準優勝 |
| 富士通杯 | 24強 | 8強    | 16強 | 24強 | ×    | 16強 | 16強 | 優勝 | 16強 | 優勝   | 16強   | 16強   | 24強 | 4強    | 3位  | 8強  | 16強   | 8強    | 準優勝 | 準優勝 |
| 三星杯   | -    | -      | -    | -    | -    | -    | -    | 4強  | 優勝 | 優勝   | 優勝   | 16強   | 4強  | 16強   | 8強  | 32強 | 準優勝 | 準優勝 | 16強   | 8強    |
| LG杯     | -    | -      | -    | -    | -    | -    | -    | 優勝 | 4強  | 優勝   | 4強    | 優勝   | 4強  | 準優勝 | 優勝 | 4強  | 16強   | 8強    | 32強   | 4強    |
| 春蘭杯   | -    | -      | -    | -    | -    | -    | -    | -    | -    | 準優勝 | 16強   | 16強   | -    | 優勝   | -    | 優勝 | -      | 8強    | -      | 準優勝 |
| トヨタ杯 | -    | -      | -    | -    | -    | -    | -    | -    | -    | -      | -      | -      | -    | 優勝   | -    | 8強  | -      | 4強    | -      | 16強   |
| 東洋杯   | -    | 優勝   | -    | 優勝 | 16強 | 16強 | 優勝 | -    | 4強  | 優勝   | 終了   | 終了   | 終了 | 終了   | 終了 | 終了 | 終了   | 終了   | 終了   | 終了   |
| 中環杯   | -    | -      | -    | -    | -    | -    | -    | -    | -    | -      | -      | -      | -    | -      | -    | 4強  | 16強   | -      | 優勝   | 終了   |
| アジア杯 | ×    | 準優勝 | ×    | ×    | 1R   | ×    | 優勝 | 優勝 | 4強  | 1R     | 準優勝 | 準優勝 | 1R   | 優勝   | 4強  | ×    | 1R     | 準優勝 | ×      | 4強    |
| 農心杯   | -    | -      | -    | -    | -    | -    | -    | -    | -    | -      | 2:0    | 1:0    | 2:0  | 2:0    | 2:0  | 5:0  | 0:1    | 2:0    | 0:1    | 0:0    |

| 棋戦     | 2009   | 2010 | 2011   | 2012 | 2013 | 2014 |
| -------- | ------ | ---- | ------ | ---- | ---- | ---- |
| 応昌期杯 | -      | -    | -      | 4強  | -    | -    |
| 富士通杯 | 準優勝 | 16強 | ×      | 終了 | 終了 | 終了 |
| 三星杯   | 4強    | 16強 | 16強   | ×    | ×    | 32強 |
| LG杯     | 準優勝 | 8強  | 準優勝 | 16強 | 32強 | ×    |
| 春蘭杯   | -      | 16強 | -      | ×    | -    | ×    |
| BC杯     | 16強   | 64強 | 32強   | 32強 | 終了 | 終了 |
| 百霊杯   | -      | -    | -      | ×    | -    | ×    |
| 夢百合杯 | -      | -    | -      | -    | 64強 | -    |
| アジア杯 | ×      | 4強  | ×      | ×    | 1R   | ×    |
| 農心杯   | 3:0    | 0:0  | 0:1    | ×    | ×    | ×    |

| タイトル                        | 獲得年度            | 獲得期数            | 連覇 |
| ------------------------------- | ------------------- | ------------------- | ---- |
| 応昌期杯世界プロ囲碁選手権戦    | 2001                | 1期                 |      |
| 世界囲碁選手権富士通杯          | 1996、98            | 2期 （歴代3位タイ） |      |
| 三星火災杯世界オープン戦        | 1997-99             | 3期 （歴代2位）     | 3    |
| LG杯世界棋王戦                  | 1996、99、 2001、04 | 4期 （歴代1位）     |      |
| 春蘭杯世界囲碁選手権戦          | 2003、05            | 2期 （歴代1位）     |      |
| トヨタ&デンソー杯囲碁世界王座戦 | 2003                | 1期                 |      |
| 東洋証券杯世界選手権戦          | 1992、93、 96、98   | 4期 （歴代1位）     | 2    |
| 中環杯世界囲碁選手権戦          | 2007                | 1期                 |      |
| テレビ囲碁アジア選手権戦        | 1995-96、 2002      | 3期 （歴代2位タイ） | 2    |
| 農心辛ラーメン杯世界囲碁最強戦  | 1999-2004, 06,08-10 | 10期                | 6    |

- 世界囲碁最強戦 1996年（2-0 武宮正樹、2-0 馬暁春）
- 中韓天元対抗戦 1997（2-1 常昊）、98（2-1 常昊）、99（2-0 常昊）、2000（2-0 常昊）
- 柳州杯世界囲棋大師戦 2012年 2-1 常昊

### 国内棋戦
| タイトル   | 獲得年度                                     | 登場 | 獲得期数                                | 連覇              |
| 国手       | 1990、93-97、 2002-03、06、10                | 18   | 10期 （歴代2位）                        | 5                 |
| 名人       | 1991-96、 98-2003、09                        | 15   | 13期 （歴代1位）                        | 6 （歴代2位）     |
| 最高位     | 1990-92、94-99                               | 11   | 9期 （歴代2位）                         | 6                 |
| バドゥク王 | 1989、92、95、 99、2001-02、 04-05、07-09-10 | 17   | 11期 （歴代1位タイ） （最年少タイトル） | 3 （歴代1位タイ） |
| 大王       | 1991-93、95-98                               | 8    | 7期 （歴代1位タイ）                     | 4 （歴代2位）     |
| 王位       | 1991、96-2007                                | 15   | 13期 （歴代1位タイ）                    | 12 （歴代1位）    |
| 天元       | 1991-93、96-99                               | 7    | 7期 （歴代1位）                         | 4 （歴代1位）     |
| 帝王       | 1991-93                                      | 3    | 3期 （歴代2位）                         | 3 （歴代1位タイ） |
| 倍達王     | 1993-95-96、98                               | 6    | 4期 （歴代1位）                         | 3 （歴代1位）     |
| 国棋       | 1993-96                                      | 4    | 4期 （歴代2位）                         | 4                 |
| 覇王       | 1994-95、2001-02                             | 7    | 4期                                     | 2                 |
| 棋聖       | 1993-2003                                    | 12   | 11期 （歴代1位）                        | 11 （歴代1位）    |
| 棋王       | 1994-95                                      | 3    | 2期 （歴代2位タイ）                     | 2                 |
| 最強戦     | 1993-95                                      | 4    | 3期 （歴代1位）                         | 3 （歴代1位）     |
| プロ棋戦   | 1997-98、 2001、03-04                        | 6    | 5期 （歴代1位）                         | 2                 |
| 王中王     | 2005-6、08                                   | 4    | 3期                                     | 2                 |
| 十段       | 2006、08                                     | 3    | 2期                                     |                   |
| 新人王     | 1990、92-95、97                              | 7    | 6期 （歴代1位）                         | 4 （歴代1位）     |

## その他の棋歴
- テレビ囲碁アジア選手権戦 準優勝 1990、99、2000、06年
- 春蘭杯世界囲碁選手権戦 準優勝 1998、2008年
- LG杯世界棋王戦 準優勝 2003、10、12年
- 世界囲碁選手権富士通杯 準優勝 2007-09年
- 三星火災杯世界オープン戦 準優勝 2005-06年
- 応昌期杯世界プロ囲碁選手権戦 準優勝 2008年
- 真露杯SBS世界囲碁最強戦
  - 1991年（SBS杯世界囲碁最強戦） 1-1 （○劉小光、×林海峰）
  - 1992年 1-1（○曹大元、×林海峰）
  - 1994年 1-0（○武宮正樹）
  - 1995年 4-1（○曹大元、○小松英樹、○馬暁春、○武宮正樹、×聶衛平）
  - 1996年 3-1（○曹大元、○武宮正樹、○聶衛平、×馬暁春）
- ロッテ杯中韓囲碁対抗戦
  - 1994年 2-0（○馬暁春、○汪見虹）
  - 1995年 2-0（○劉小光、○馬暁春）
  - 1997年 2-0（○王磊、○馬暁春）
- 農心辛ラーメン杯世界囲碁最強戦
  - 2000年 2-0（○趙善津、○馬暁春）
  - 2001年 1-0（○加藤正夫）
  - 2002年 2-0（○常昊、○周鶴洋）
  - 2003年 2-0（○胡耀宇、○羅洗河）
  - 2004年 2-0（○加藤正夫、○林海峰）
  - 2005年 5-0（○羅洗河、○張栩、○王磊、○王銘琬、○王檄）
  - 2006年 0-1（×依田紀基）
  - 2007年 2-0（○孔傑、○古力）
  - 2008年 0-1（×常昊）
  - 2009年（出番なし）
  - 2010年 3-0（○劉星、○古力、○常昊）
  - 2011年（出番なし）
  - 2012年 0-1（×謝赫）
- CSK杯囲碁アジア対抗戦
  - 2002年 2-0（○依田紀基、○林至涵）
  - 2003年 1-2（○丁偉、×羽根直樹、×張栩）
  - 2004年 3-0（○張栩、○結城聡、王磊）
  - 2005年 2-1（○林海峰、○山下敬吾、×周鶴洋）
  - 2006年 2-1（×依田紀基、○潘善琪、○常昊）
- 江原ランド杯中韓囲碁対抗戦 2006年 0-1（×常昊）
- 三星火災杯ペア碁最強戦 優勝 1997年（南治享とペア）
- 鳳凰古城世界囲棋嶺鋒対決 2005年 4コウ無勝負（-常昊）
- アジア競技大会 2010年男子団体戦 優勝
- 珠鋼杯世界囲碁団体選手権 2013年 4位（韓国ワイルドカードチーム）
- 韓国囲碁リーグ
  - 2004年（フィダーハウス）5-2
  - 2005年（ハンゲーム）4-3
  - 2005年（毎日乳業）12-2（最多賞）
  - 2007年（光州Kixx）9-4
  - 2008年（光州Kixx）5-8
  - 2009年（光州Kixx）7-5
  - 2010年（ネットマーブル）6-5
  - 2011（ネットマーブル）10-4
  - 2012（ロッテ損害保険）5-7
  - 2011（ネットマーブル）7-6
  - 2014（新安天日塩）
- 中国囲棋乙級リーグ戦
  - 2010年（広州広日）
  - 2011年（広州広日）6-1
  - 2013年（安徽華億）3-4
  - 2014年（成都漢融騰格里文化伝播有限公司）3-4
- 中国囲棋甲級リーグ戦
  - 2001年（浙江新湖）
  - 2002年（浙江新湖）

## エピソード
- 小学2年生の時にはシルムがめっぽう強く、土俵の上で負けた記憶は殆ど無いという。
- 元々は左利きの両利きだが碁を打つ時は右手を使う。
- 小学校に入学した頃IQテストで139を記録した[15]。
- 呉清源、曺薫鉉、李世乭を囲碁の天才と挙げている[15]。
- 日本棋院所属の柳時熏とは小学校時代に子供囲碁大会で優勝を争い、韓国棋院研究生時代にも一緒だった縁で仲が良く、時熏兄さんと呼ぶ[16]。
- 朴永訓はヨセの名手であるため「小神算」と呼ばれている。

## 年表
- タイトル戦の欄の氏名は対戦相手。うち、色付きのマス目は獲得（奪取または防衛）。青色は挑戦者・失冠・準優勝。

| 棋戦   | 1988   | 1989   | 1990   | 1991   | 1992   | 1993   | 1994   | 1995   | 1996   | 1997   | 1998   | 1999   | 2000   | 2001   | 2002   | 2003   | 2004   | 2005   | 2006   | 2007   |
| ------ | ------ | ------ | ------ | ------ | ------ | ------ | ------ | ------ | ------ | ------ | ------ | ------ | ------ | ------ | ------ | ------ | ------ | ------ | ------ | ------ |
| KBS    |        | 金秀壮 |        | 曺薫鉉 |        |        | 曺薫鉉 | 劉昌赫 | 曺薫鉉 | 曺薫鉉 | 鄭壽鉉 | 曺薫鉉 | 睦鎮碩 | 李世乭 | 李相勲 |        | 趙漢乗 | 劉昌赫 |        |        |
| 倍達王 |        |        |        |        |        | 曺薫鉉 | 曺薫鉉 | 曺薫鉉 | 曺薫鉉 | 曺薫鉉 | 劉昌赫 |        |        |        |        |        |        |        |        |        |
| 大王   |        |        | 曺薫鉉 | 劉昌赫 | 徐奉洙 | 曺薫鉉 | 曺薫鉉 | 曺薫鉉 | 李聖宰 | 曺薫鉉 |        |        |        |        |        |        |        |        |        |        |
| 棋聖   |        |        |        |        |        | 曺薫鉉 | 曺薫鉉 | 曺薫鉉 | 曺薫鉉 | 崔明勲 | 曺薫鉉 | 睦鎮碩 | 崔珪昞 | 劉昌赫 | 睦鎮碩 | 曺薫鉉 | 崔哲瀚 |        |        |        |
| SBS    |        |        |        |        |        | 張秀英 | 鄭壽鉉 | 劉昌赫 |        | 劉昌赫 |        |        |        |        |        |        |        |        |        |        |
| 最高位 | 曺薫鉉 | 曺薫鉉 | 曺薫鉉 | 徐能旭 | 曺薫鉉 | 曺薫鉉 | 曺薫鉉 | 曺薫鉉 | 曺薫鉉 |        | 曺薫鉉 | 安祚永 |        |        |        |        |        |        |        |        |
| 覇王   | 曺薫鉉 |        |        |        |        | 曺薫鉉 | 劉昌赫 | 曺薫鉉 |        |        |        |        |        | 曺薫鉉 | 安祚永 | 劉昌赫 |        |        |        |        |
| 王位   |        |        | 曺薫鉉 | 劉昌赫 |        | 劉昌赫 |        | 劉昌赫 |        | 曺薫鉉 | 曺薫鉉 | 劉昌赫 | 徐奉洙 | 曺薫鉉 | 李世乭 | 曺薫鉉 | 李世乭 | 玉得眞 | 李映九 | 尹畯相 |
| 名人   |        |        | 曺薫鉉 | 曺薫鉉 | 梁宰豪 | 劉昌赫 | 林宣根 | 梁宰豪 | 崔明勲 | 曺薫鉉 | 曺薫鉉 | 崔明勲 | 曺薫鉉 | 劉昌赫 | 安祚永 | 曺薫鉉 |        |        |        |        |
| 天元   |        |        | 劉昌赫 | 徐奉洙 | 尹炫晳 |        |        |        | 曺薫鉉 | 曺薫鉉 | 崔明勲 | 徐奉洙 |        |        |        |        |        |        |        |        |
| 国手   |        | 曺薫鉉 | 曺薫鉉 | 曺薫鉉 | 曺薫鉉 | 曺薫鉉 | 曺薫鉉 | 曺薫鉉 | 曺薫鉉 | 徐奉洙 | 曺薫鉉 |        |        | 曺薫鉉 | 趙漢乗 | 崔哲瀚 | 崔哲瀚 | 崔哲瀚 | 尹畯相 |        |
| 帝王   |        |        | 徐奉洙 | 劉昌赫 | 劉昌赫 |        |        |        |        |        |        |        |        |        |        |        |        |        |        |        |
| 国棋   |        |        |        |        |        |        | 金承俊 | 劉昌赫 | 梁宰豪 |        |        |        |        |        |        |        |        |        |        |        |

|      | 2008   | 2009   | 2010   | 2011 | 2012 | 2013   |
| ---- | ------ | ------ | ------ | ---- | ---- | ------ |
| KBS  | 趙漢乗 | 李世乭 | 姜東潤 |      |      | 朴廷桓 |
| 名人 |        | 元晟溱 |        |      |      |        |
| 国手 |        | 洪基杓 | 崔哲瀚 |      |      |        |
| 棋聖 |        |        |        |      |      |        |
| 天元 |        |        |        |      |      |        |

## 著作
- 『名局細解　李昌鎬』誠文堂新光社　2004年